# جوي كاسترو
جوي كاسترو (بالإنجليزية: Joy Castro)‏ هي كاتِبة أمريكية، ولدت في 1967 في ميامي في الولايات المتحدة.